# Lepperhammer
Lepperhammer ist ein Ort in der Gemeinde Engelskirchen im Oberbergischen Kreis in Nordrhein-Westfalen in Deutschland.

## Lage und Beschreibung
Der Ort liegt im Nordosten von Engelskirchen im Tal der Leppe. Nachbarorte sind Engelskirchen, Rommersberg, Rosenau und Hardt.

## Geschichte
Die Preußische Uraufnahme von 1845 zeigt an der Stelle von Lepperhammer einen mit „Finkenhammer“ bezeichneten und mittels Wasserkraft angetriebenen Eisenhammer. Ab der topografischen Karte von 1896 wird die Ortsbezeichnung Lepperhammer geführt.